# Liste der FFH-Gebiete in Frankreich
Die Liste der Fauna-Flora-Habitat-Gebiete in Frankreich (FFH-Gebiete, französisch zones spéciales de conservation) verzeichnet die jeweiligen Listen für die einzelnen Regionen Frankreichs. Insgesamt gibt es in Frankreich 1.353 ausgewiesene FFH-Gebiete (Stand 2022). In den französischen Überseegebieten gibt es keine Natura-2000-Gebiete.
- Liste der FFH-Gebiete in der Region Auvergne-Rhône-Alpes
- Liste der FFH-Gebiete in der Region Bourgogne-Franche-Comté
- Liste der FFH-Gebiete in der Bretagne
- Liste der FFH-Gebiete in der Region Centre-Val de Loire
- Liste der FFH-Gebiete in der Region Grand Est
- Liste der FFH-Gebiete in der Region Hauts-de-France
- Liste der FFH-Gebiete in der Île-de-France
- Liste der FFH-Gebiete auf Korsika
- Liste der FFH-Gebiete in der Normandie
- Liste der FFH-Gebiete in Nouvelle-Aquitaine
- Liste der FFH-Gebiete in Okzitanien
- Liste der FFH-Gebiete in den Pays de la Loire
- Liste der FFH-Gebiete in der Region Provence-Alpes-Côte d’Azur